# Marie Arena
Marie Arena (nascida em 17 de dezembro de 1966) é uma política belga que é membro do Parlamento Europeu (MEP) desde 2014. Ela é membro do Partido Socialista, parte do Partido dos Socialistas Europeus.

## Membro do Parlamento Europeu
Desde as eleições europeias de 2014, Arena é membro do Parlamento Europeu. Durante o seu primeiro mandato, serviu na Comissão do Comércio Internacional (INTA), na Comissão dos Direitos da Mulher e da Igualdade de Género (FEMM), na delegação à Assembleia Parlamentar Paritária ACP-UE e na delegação à Assembleia Parlamentar da União para o Mediterrâneo. Desde as eleições de 2019, ela é membro da Comissão dos Negócios Estrangeiros e presidente da sua Subcomissão dos Direitos do Homem. Nessa qualidade, também fez parte do Grupo de Apoio à Democracia e Coordenação Eleitoral (DEG), que supervisiona as missões de observação eleitoral do Parlamento. Em 2020, ela também se juntou ao Comité Especial de Combate ao Cancro.
Além das suas atribuições nas comissões, Arena é membro do Intergrupo do Parlamento Europeu sobre o Cancro, do Intergrupo do Parlamento Europeu sobre os Direitos da Criança, do Intergrupo do Parlamento Europeu sobre os Direitos LGBT e do Grupo de Trabalho sobre Conduta Empresarial Responsável.

## Honras
- Bélgica: Grande Oficial da Ordem de Leopoldo (2010)[7]